# Turbo (holland együttes)
A Turbo egy holland rockegyüttes, amely 1979-ben alakult.

## Tagok
- Leen Barbier (gitár, ének)
- Jos Jaspers (gitár, 1979-80)
- Dick Kemper (basszus)
- Eugene Arts (dob)
- Geert Scheijgrond (gitár, 2002)

## Diszkográfia

### Nagylemezek
- Turbo (1979)
- You Girl (1980)
- Turbolence (2002)

### Kislemezek
- Lack of Money / You Can Move (1979)
- Pretty Eveline / Hustler Joe (1979)
- She'll Come Back / Time Traveller (1980)
- Snowgirl / Twilight Zone (1980)
- You Girl / Love to Fight (1980)